# Pelidnota rugulosa
Pelidnota rugulosa är en skalbaggsart som beskrevs av Hermann Burmeister 1844. Pelidnota rugulosa ingår i släktet Pelidnota och familjen Rutelidae. Utöver nominatformen finns också underarten P. r. santacatarinensis.